# Didesmus
Didesmus là chi thực vật có hoa trong họ Cải.